# Aleksander IV Macedoński
Aleksander IV (Ajgos) (323–310 p.n.e.) – władca Macedonii i Egiptu, syn Aleksandra Wielkiego i księżniczki baktryjskiej Roksany.

## Życiorys
Ze względu na małoletniość nigdy nie sprawował władzy samodzielnie. Od momentu narodzin był tytularnym koregentem swego stryja Filipa III. W imieniu jego i Filipa państwem rządzili kolejni namiestnicy: Perdikkas, Antypater i Poliperchon. 
Wraz ze swą matką przebywał w Macedonii, w 316 p.n.e. został z nią uwięziony przez Kasandra w twierdzy na akropolu w Amfipolis. W 311/310 p.n.e. bądź w 309 p.n.e. Kasander zamordował Roksanę i Aleksandra w obawie przed jego prawomocną sukcesją. Zdaniem niektórych badaczy inspiratorką mordu mogła być Eurydyka III, żona nieżyjącego już Filipa Arridajosa (innego pretendenta do tronu, przyrodniego stryja Aleksandra IV). Aleksandra IV pochowano w królewskim grobowcu w Ajgaj. Z jego śmiercią wygasła królewska dynastia Argeadów.
Po śmierci Filipa III w 317 p.n.e. Aleksandrowi IV oddawano także cześć jako królowi Egiptu (drugiemu tego imienia). Rządy w jego imieniu sprawowali Kleomenes z Naukratis oraz Ptolemeusz. W hellenistycznym Egipcie dokumenty urzędowe datowano według lat jego panowania jeszcze do czasu objęcia rządów przez Ptolemeusza I Sotera w 306 p.n.e.